# Recaro
RECARO GmbH & Co. KG je nemško podjetje, ki proizvaja globoke sedeže za športne avtomobile, sedeže za potniška letala, otroške varnostne sedeže in drugo opremo. 
Podjetje je leta 1906 ustanovil Wilhelm Reutter, sprva pod imenom Reutter Carosserie-Werke.